# دیتر هوخهایمر
دیتر هوخهایمر (انگلیسی: Dieter Hochheimer؛ زادهٔ ۲۴ سپتامبر ۱۹۵۲) بازیکن فوتبال اهل آلمان است.
از باشگاه‌هایی که در آن بازی کرده‌است می‌توان به باشگاه فوتبال هامبورگ و باشگاه فوتبال اسنابروک اشاره کرد.
وی همچنین در تیم ملی فوتبال جوانان آلمان بازی کرده‌است.